# Кривоборье
Кривоборье — деревня в Рамонском районе Воронежской области в составе Горожанского сельского поселения.
Улицы: Лесная, Песчаная, Победы. Имеется школа (младших классов, закрыта), лечебно-исправительное учреждение ФСИН на 600 заключённых (закрыта).
| 2010 |
| ---- |
| 710  |